# پالمرز گرین
پالمرز گرین یک منطقه حومه شهر و بخش انتخاباتی در شمال لندن، انگلستان، در بخش لندن انفیلد است. این در منطقه کدپستی N13، در حدود ۱۳ کیلومتری شمال چرینگ کراس واقع شده است. این کشور بزرگترین جمعیت یونانی‌های قبرس خارج از قبرس را در خود جای داده است و اغلب به آن «قبرس کوچک» یا «یونانی پالمرز» لقب داده می‌شود.